# مظفرحسین میرزا
مظفرحسین میرزا، شاهزاده صفوی و شاعر پارسی‌زبان بود.

## زندگی‌نامه
مظفرحسین میرزا در سال ۱۵۶۲ در قندهار زاده شد، پدر او سلطان حسین میرزا، فرزند ارشد بهرام میرزا، پنجمین پسر شاه اسماعیل و برادر تنی شاه تهماسب بود. مظفرمیرزا پس از درگذشت پدرش و با سلطنت رسیدن شاه محمد خدابنده حاکم قندهار شد. او تا سال ۱۵۹۵ در زمان شاه عباس بزرگ حاکم قندهار بود، اما در این سال، مظفر به دلیل ترسش از گورکانیان هند، حکومتش را به آن‌ها واگذار کرد و همراه با خانواده‌اش به دربار اکبر شاه پناهنده شد. او سرانجام در سال ۱۶۰۳ در سن ۴۰ سالگی از دنیا رفت و در دهلی به خاک سپرده شد.

## خانواده
ابتدا با دختر ملک محمود خان سیستانی و بعداً با دختر میرزا سلیمان بدخشانی ازدواج کرد. 

### فرزندان
- میرزا بهرام صفوی
- میرزا حیدر صفوی
- میرزا القاس صفوی
- میرزا تهماسب صفوی
- میرزا اسماعیل صفوی
- عفت جهان بانو، با پرویز میرزا پسر جهانگیرشاه ازدواج کرد.
- قندهاری بیگم، با شاه جهان ازدواج کرد.[۵]